# Pichitnoi Sitbangprachan
Pichitnoi Sitbangprachan (* 31. Januar 1975 in Amphoe Noen Sa-nga, Chaiyaphum, Thailand) ist ein ehemaliger thailändischer Boxer im Halbfliegengewicht. 

## Profikarriere
Im Jahre 1993 begann er erfolgreich seine Profikarriere. Am 3. Dezember 1996 boxte er gegen Keiji Yamaguchi um den Weltmeistertitel des Verbandes WBA und siegte durch K. o. Diesen Gürtel verlor er in seiner sechsten Titelverteidigung im Januar 2002 an Rosendo Álvarez.
Im Jahre 2007 beendete er seine Karriere.